# 黑部平站
黑部平站（日语：／ Kurobedaira eki */?）是位於富山縣中新川郡立山町，屬於立山黑部貫光黑部登山纜車和立山架空索道的車站。本站位於立山黑部阿爾卑斯山脈路線上。

## 概要
本站位於海拔1828米，為日本最高海拔車站（以包含纜車在內，在鐵軌上行走的鐵路服務計算）。而室堂站在立山隧道無軌電車開始使用無軌電車起為日本最高海拔車站（以鐵道事業法的車站作計算）。此站位於黑部平庭園內，站房為2層高，站內設有土產店與餐廳。
從黑部平站可到達田圃平的U形谷。上面可看見合花楸，下面的冰磧可看見純山毛櫸林，秋天還可欣賞紅葉。
- 構造：鋼筋混凝土建築物，地上三層，地下一層
- 設計：吉阪隆正（日语：吉阪隆正）
- 構造：馬場設計事務所
- 施工：間組（日语：間組）

## 歷史
- 1969年（昭和44年）7月20日 - 黑部登山纜車黑部御前站啟用。
- 1970年（昭和45年）7月25日 - 立山架空索道啟用[1]。當年改名為黑部平站。
- 2018年（平成30年） - 月台上設置了折疊門式月台閘門。為首座日本纜車車站設置該設施[2]。

## 圖庫

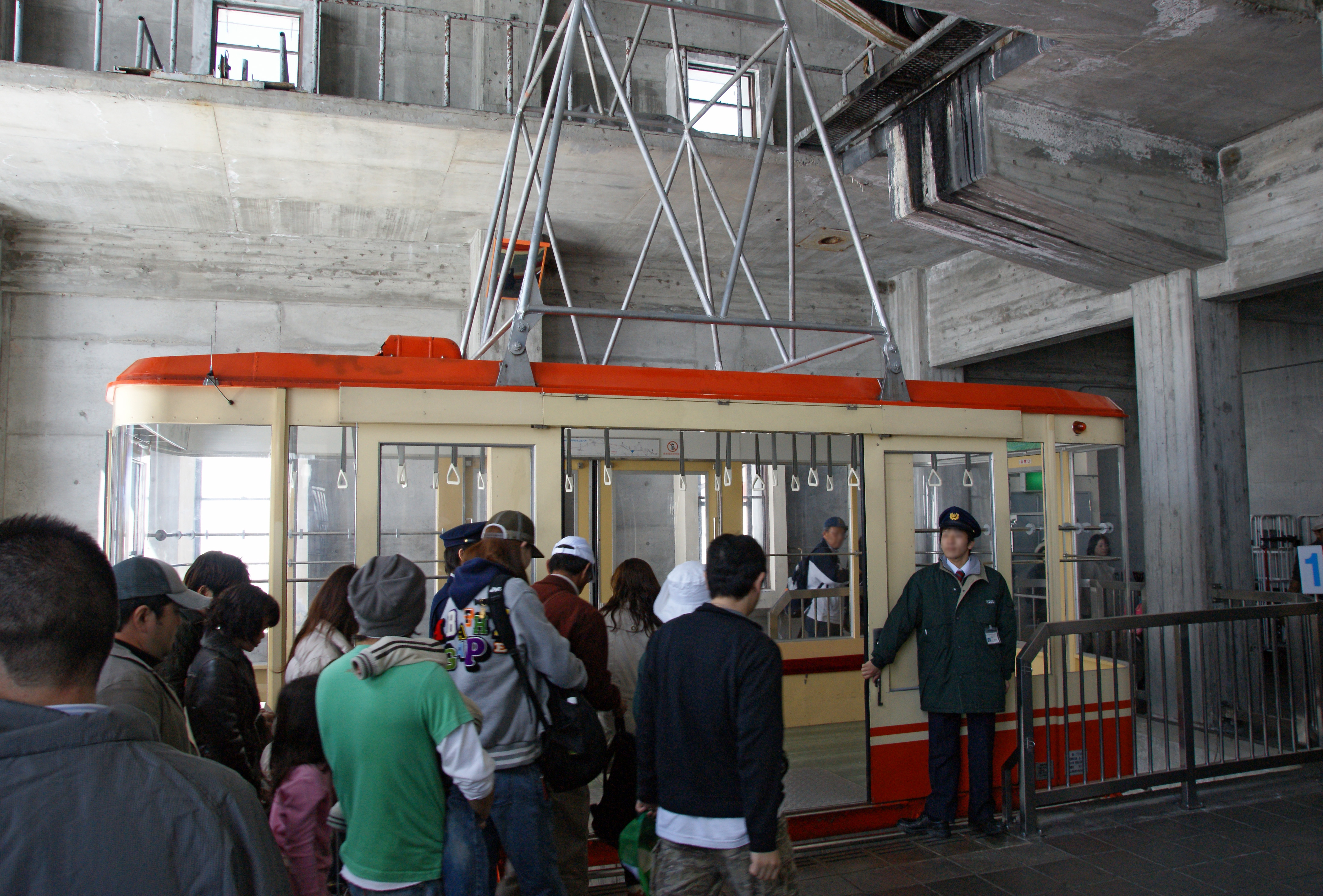
立山架空索道 黑部平站
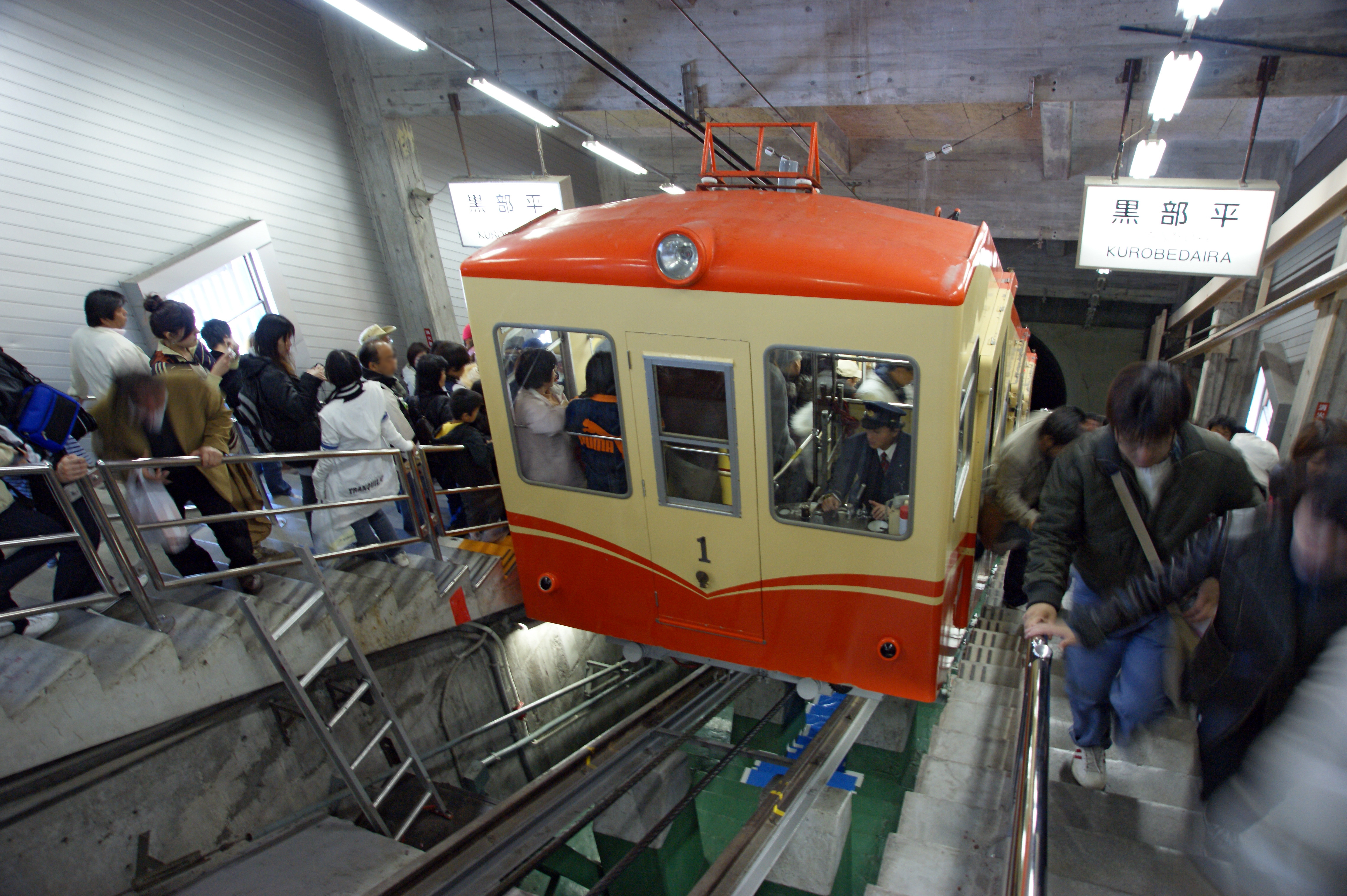
黑部登山纜車 黑部平站
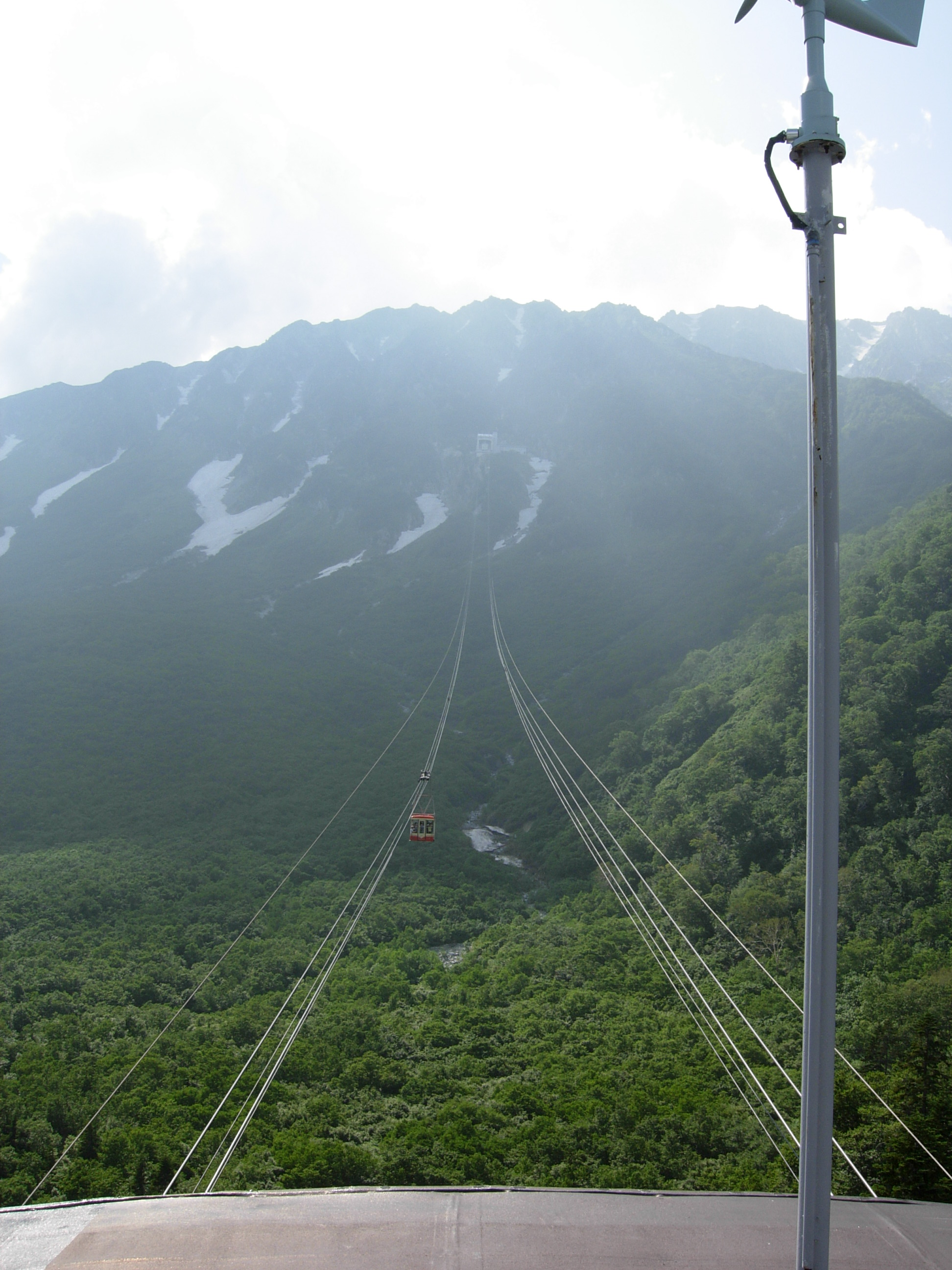
車站大樓屋頂觀看大觀峰站
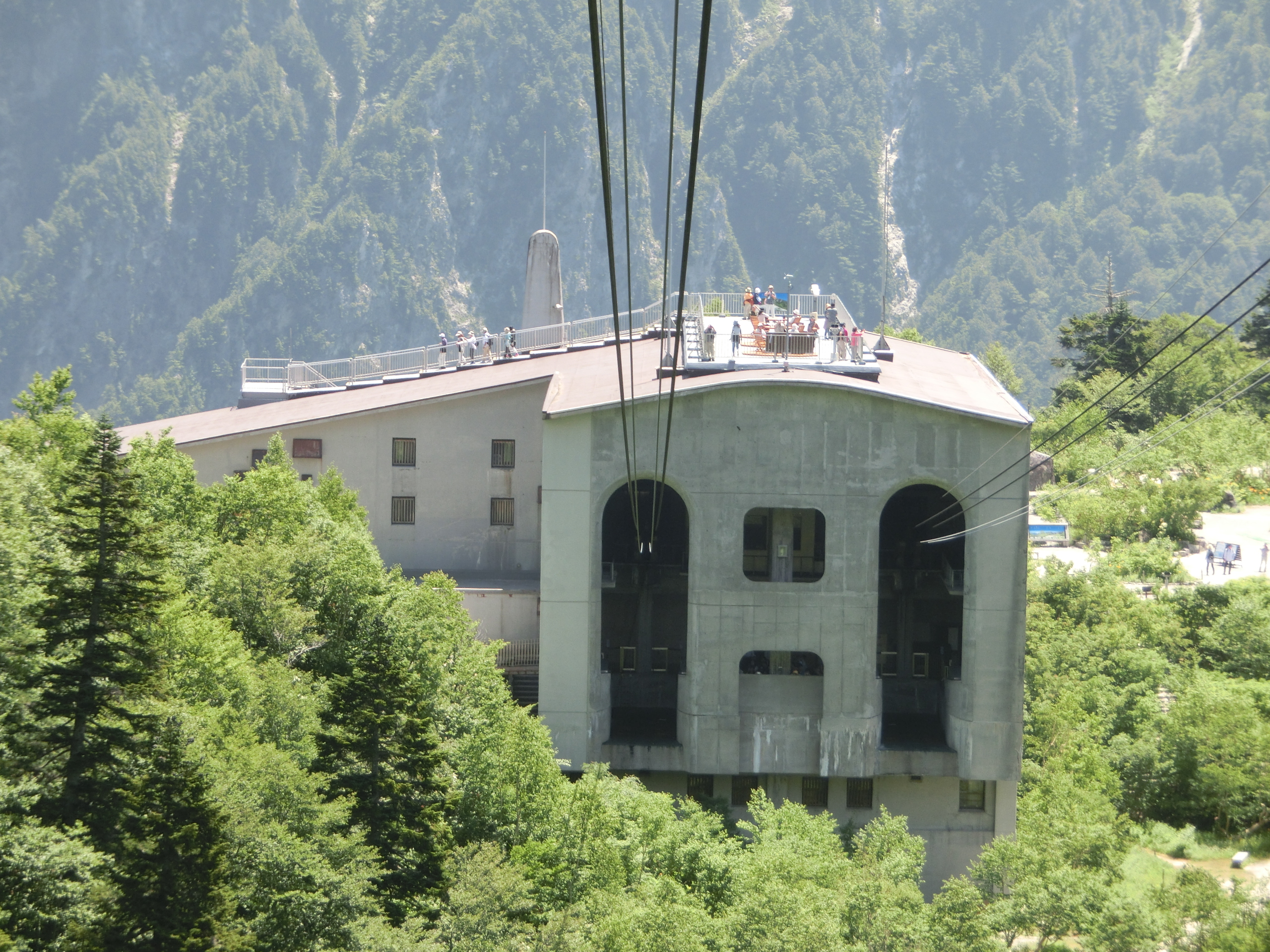
索道上望向黑部平站
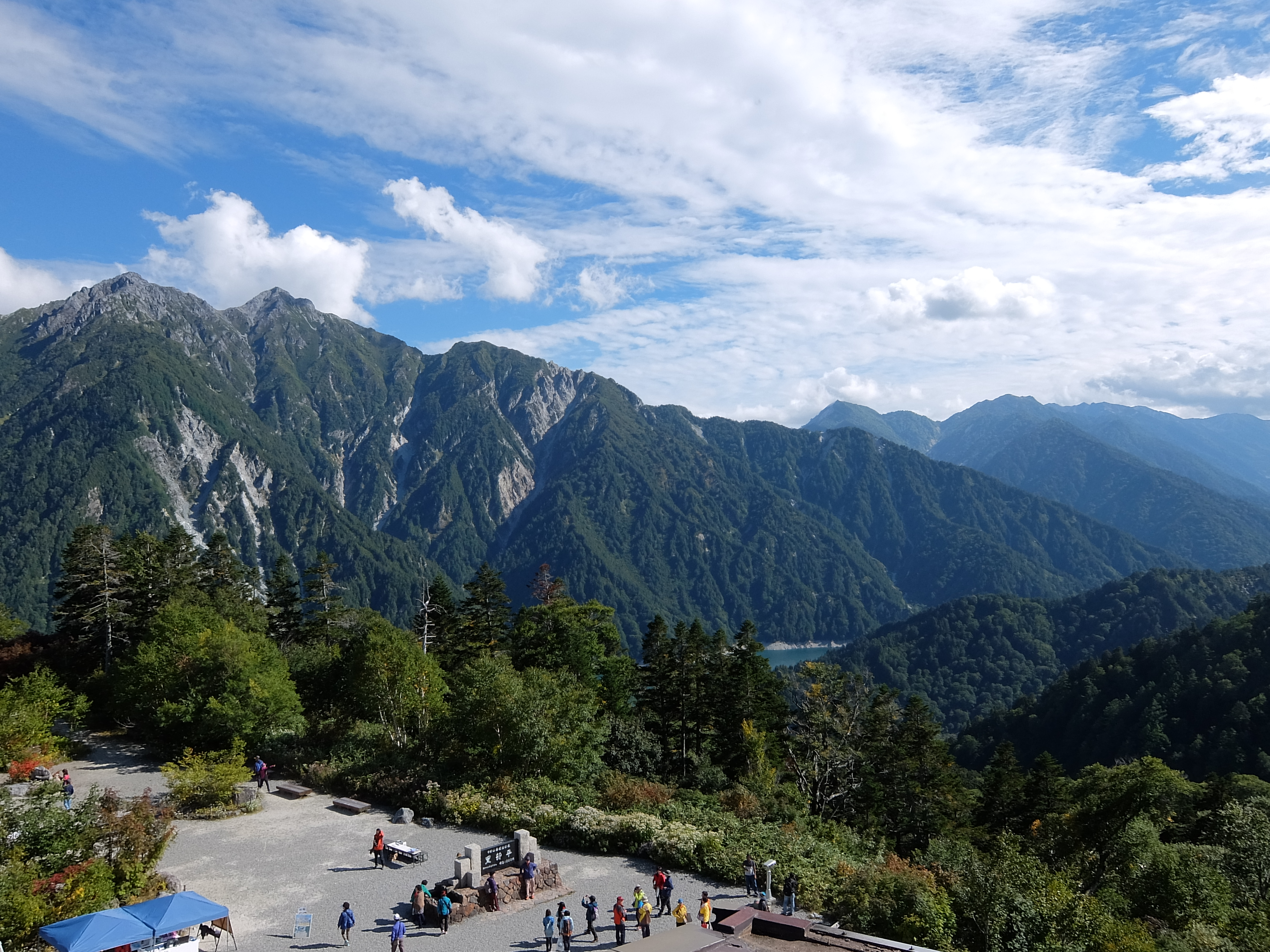
黑部平站 車站大樓望向外邊
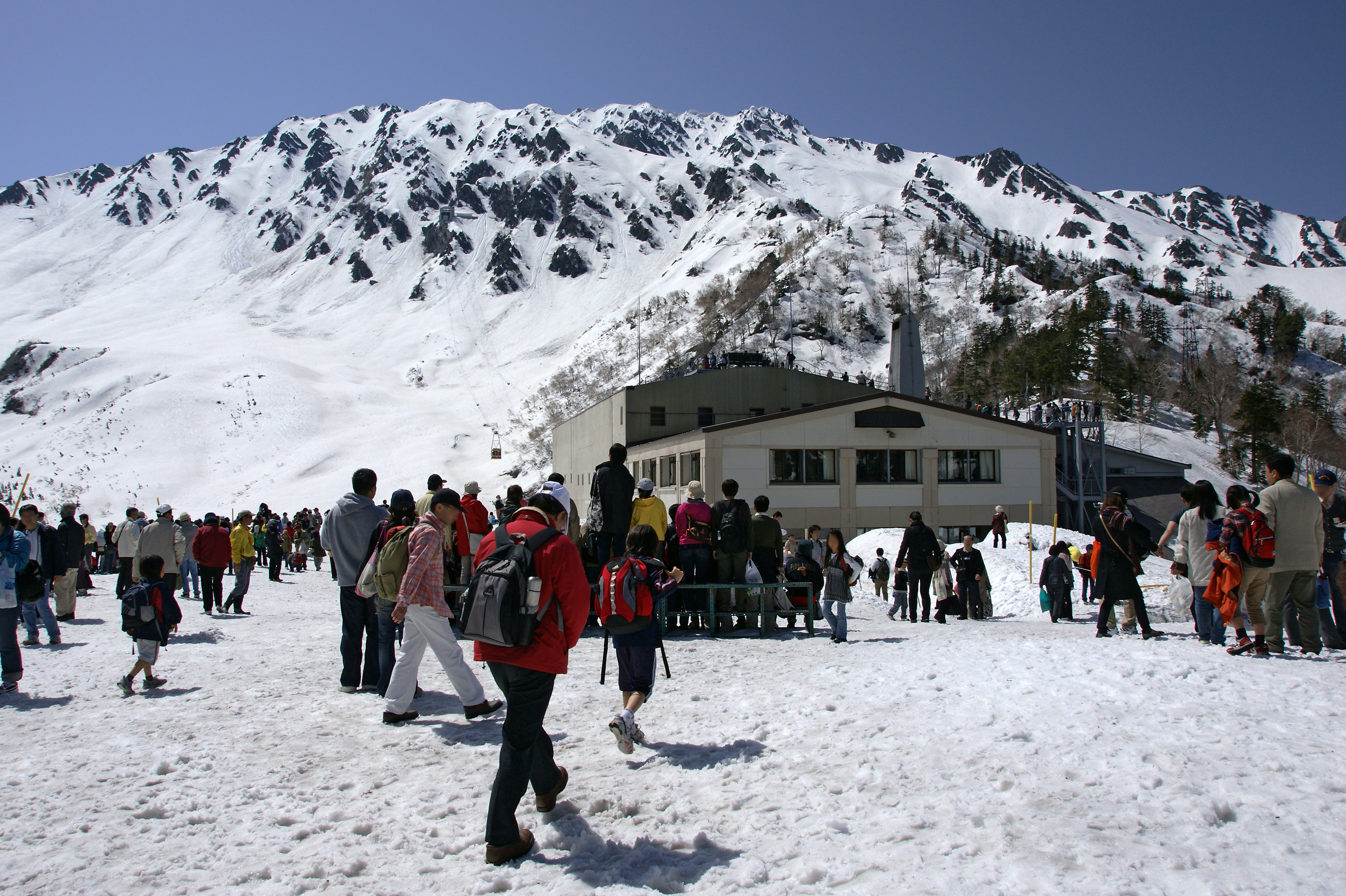
下雪時期的車站大樓，後方為立山山頂

## 相鄰車站
立山黑部貫光
立山架空索道
大觀峰－黑部平
黑部登山纜車
黑部湖－黑部平

## 注腳
1. ↑  曾根悟（日语：曽根悟）（監修）. 朝日新聞出版分冊百科編集部（編集） , 编. . 週刊朝日百科. 30号 モノレール・新交通システム・鋼索鉄道. 朝日新聞出版. 2011-10-16: 18 （日语）.
2. ↑  . 富山新聞. 2018-03-04  [2021-04-18]. （原始内容存档于2019-03-01） （日语）.

## 外部連結
- 黑部平 （页面存档备份，存于）（日語） - 立山黑部阿爾卑斯山脈路線